# Diakonie Michaelshoven
Die Diakonie Michaelshoven e. V. wurde am 17. Januar 1950 von dem Pfarrer Erwin te Reh in Rösrath im ehemaligen Kriegsgefangenenlager „Hoffnungsthal“ gegründet, zunächst als Heim für Kriegswaisen. Heute ist sie der größte diakonische Träger im Kölner Raum. Circa 2.800 hauptamtliche Mitarbeiter und 650 ehrenamtliche Mitarbeiter betreuen Menschen in unterschiedlichen Einrichtungen der klassischen Arbeitsfelder der Diakonie. Ein großer Teil der Einrichtungen befindet sich in Michaelshoven im Kölner Stadtteil Rodenkirchen. Außenstellen gibt es weit über Köln hinaus, im Rhein-Erft-Kreis, Rhein-Sieg-Kreis, Rheinisch-Bergischen Kreis und im Oberbergischen Kreis. Die Arbeit ist aufgeteilt in verschiedene Geschäftsbereiche: Wohnen und Leben im Alter Michaelshoven, die Kinder- und Familienhilfen Michaelshoven, Wohnen und Leben mit Behinderung Michaelshoven, das Berufsförderungswerk Köln, die Sozialen Hilfen, die Auxilio Dienstleistungen Michaelshoven, die Management Services Michaelshoven und die Stiftung einfach helfen. Diakonie Michaelshoven ist Mitglied von Eurodiaconia, einem Netzwerk von Kirchen und christlichen Nichtregierungsorganisationen.
Die Diakonie Michaelshoven wird geleitet von Rainer Schmidt (Theologischer Vorstand) und Uwe Ufer (Kaufmännischer Vorstand).

## Forum Michaelshoven

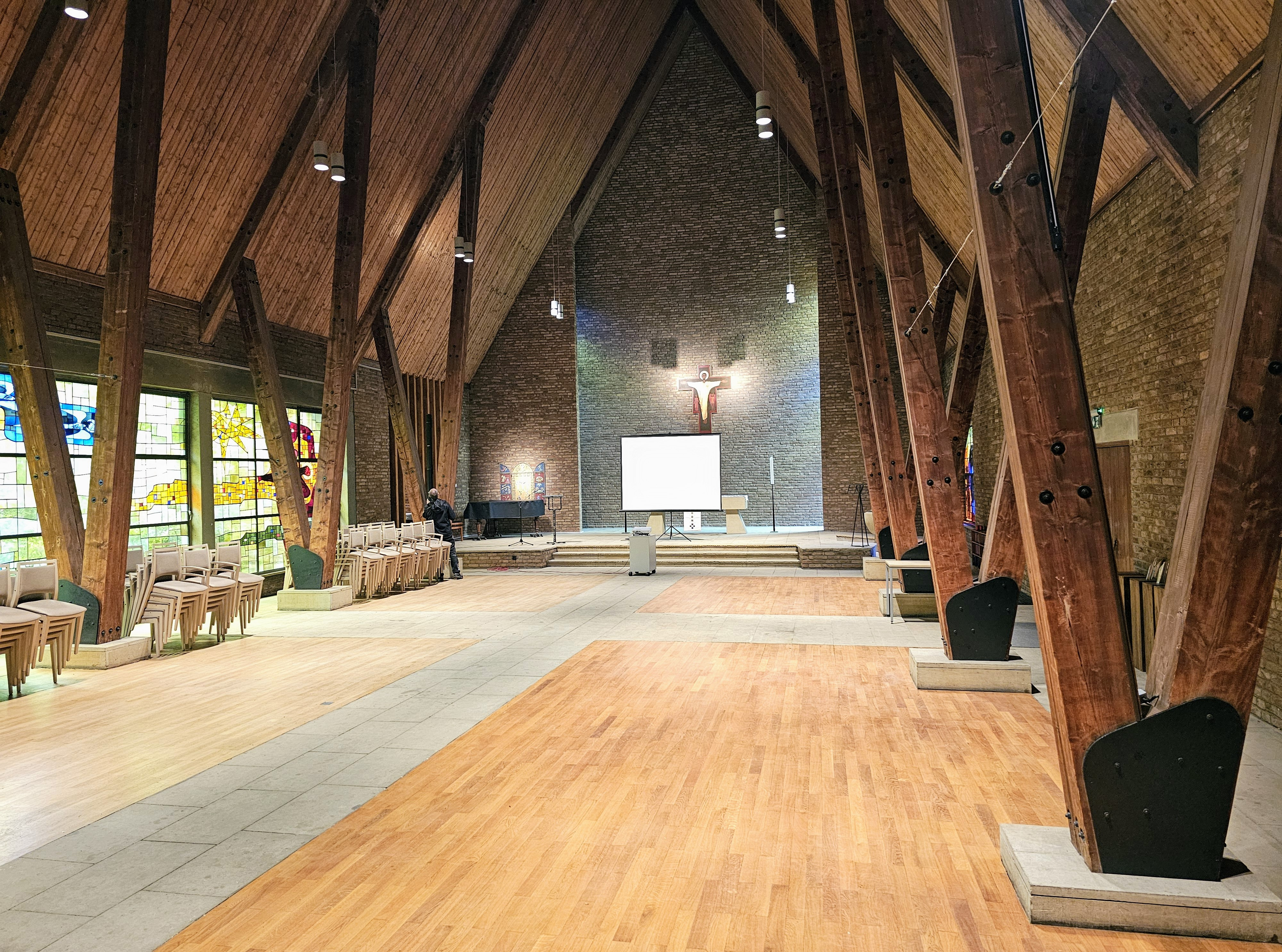
Innenraum der Kirche

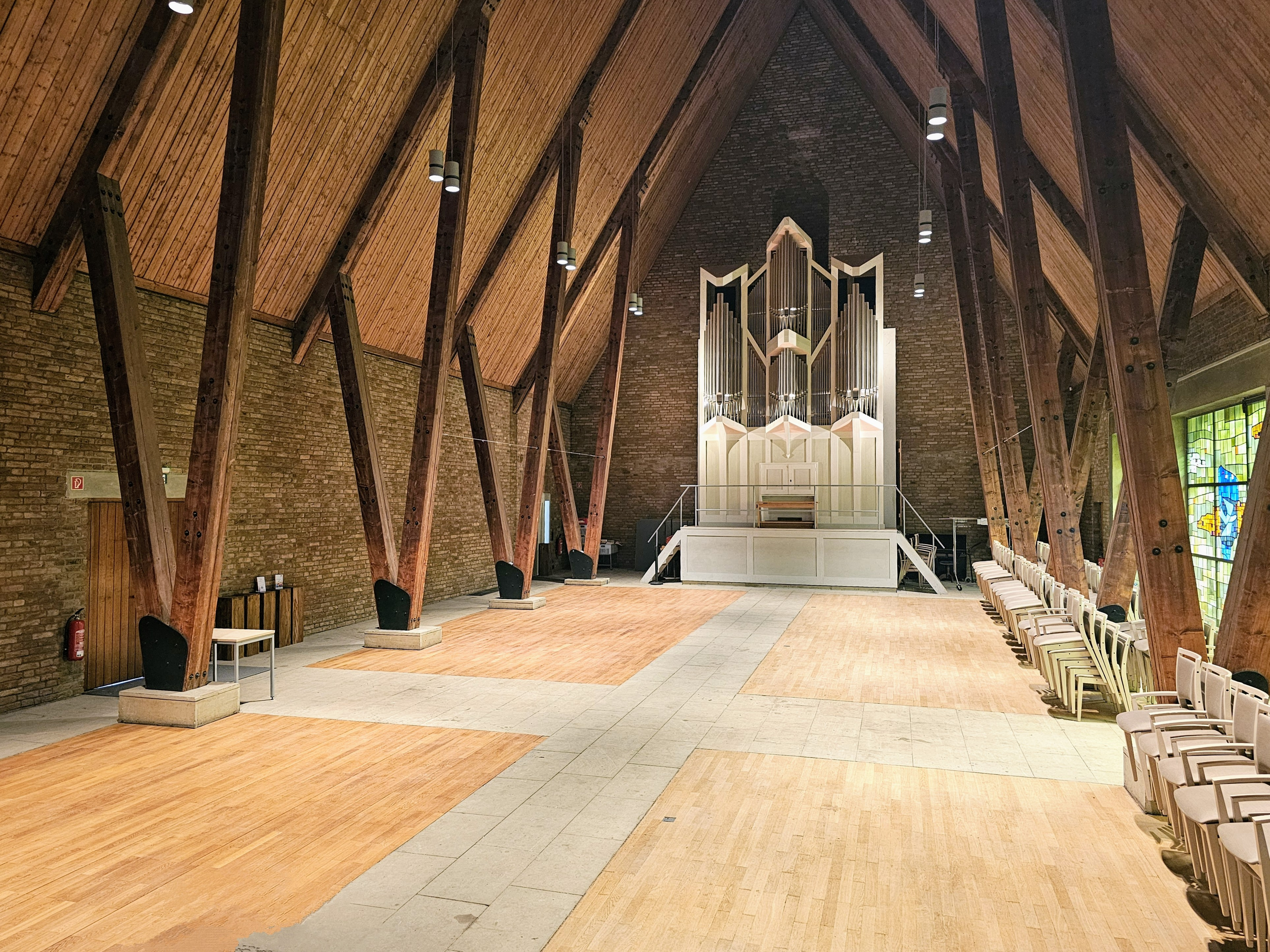
Blick zur Wegscheider-Orgel (2024)

Unter dem Motto „Forum Michaelshoven“ finden im Diakoniedorf unterschiedliche öffentliche Veranstaltungen statt. Dazu gehören u. a. Vortrags- und Diskussionsveranstaltungen zu aktuellen Fragestellungen aus Diakonie, Kirche und Politik, aber auch Kunstausstellungen sowie Tanz- und Theateraufführungen. Besondere Bedeutung kommt der „Kultur in Michaelshoven“ zu. Sie soll dazu beitragen, dass Menschen, die in Michaelshoven leben und arbeiten, mit Menschen aus der Region zusammenkommen. Deshalb lädt die Diakonie Michaelshoven regelmäßig zu Konzerten in die Erzengel-Michael-Kirche ein. Im Sommer 2003 wurde die neue Wegscheider-Orgel eingeweiht. Mit diesem im Rheinland einzigartigen Instrument erhielt die Orgelmusik zunächst einen besonderen Schwerpunkt im musikalischen Angebot. 2017 sollte die Orgel in die KunstKlangKirche Zürich umgesetzt werden, der Verkauf kam aber nicht zustande. 2024 wurde das Instrument an die Kloster- und Waldkirchengemeinde Lehnin verkauft. Es soll in der Klosterkirche eine Interimsorgel ersetzen. Die Anschaffungs- und Umsetzungskosten werden auf 300.000 EUR veranschlagt.

## Geschichte

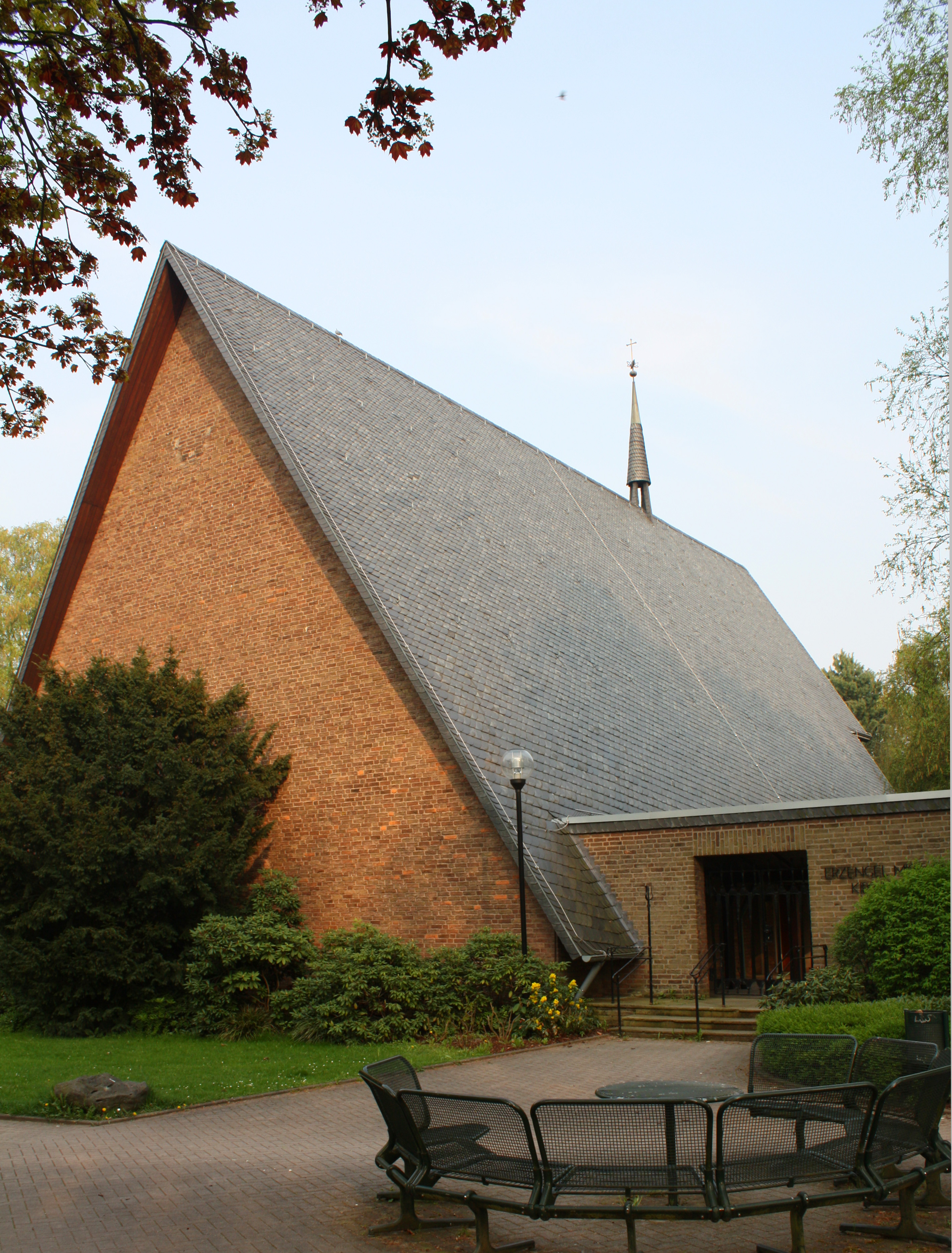
Erzengel-Michael-Kirche

### Die Gründungsphase von 1950–1964
Pfarrer Erwin te Reh gründete 1950 den Verein „Coenaculum – Christus lädt ein!“ in Stephansheide in Rösrath. Im selben Jahr wurde dort der Grundstein für die Kapelle gelegt. Im Laufe der Zeit änderte sich der Name des Vereins in „Diakonie Michaelshoven“. Nach dem Zweiten Weltkrieg kamen viele Flüchtlinge nach Köln, die dort kaum Unterkunft fanden. 1954 kaufte deshalb der Verein Land im Süden Kölns. Im selben Jahr wurde auch das Bodelschwingh-Haus in Köln-Mülheim eingeweiht. 1955 legte der Verein den Grundstein für die ersten Häuser in Michaelshoven: Haus Ruth, Thomas-Haus und Haus Andreas sowie die Erzengel-Michael-Kirche und das Pfarrhaus entstanden. Weitere Gebäude folgten: 1958 das Haus Schwesternheimat, 1959 das Markus-Haus in Michaelshoven, Wohnheim für Menschen mit Behinderung, 1961 das Dietrich-Bonhoeffer-Haus, Internat für Schüler mit Körperbehinderung und 1963 das Frauen-Wohnheim Elisabeth-Fry-Haus. 1964 wurde die Erzengel-Michael-Kirche eingeweiht.

### Wachstum von 1965–1985
1965 errichtete die Diakonie die Häuser Caspar, Melchior und Balthasar. Außerdem besuchte der damalige Bundespräsident Heinrich Lübke den Campus und schenkte der Diakonie die Skulptur eines Bären, die heute noch im Park steht. 1967 wurde das Altenheim Haus Israel fertig gebaut, das nach dem Münchner Olympia-Attentat auf Rat der Polizei hin in Haus Zacharias umbenannt wurde. 1970 entstand das Berufsförderungswerk Köln und zugleich auch das erste Internat. 1971 übernahm die Diakonie das Altenheim Katharina-von-Bora-Haus in Lindenthal. 1974 erfolgte die Trennung vom Amt für Diakonie. Die Kirchengemeinde Michaelshoven wurde gegründet. 1975 wurde das bis heute größte Altenheim für Senioren in Köln, Haus Simeon, eingeweiht. Im selben Jahr wurde das Fachseminar für Altenpflege und die Lehranstalt für Massage und Krankengymnastik auf dem Campus staatlich anerkannt. 1979 übernahm die Diakonie als Träger Haus Segenborn, ein Heim für Wohnungslose in Waldbröl. 1981 ging Pfarrer Erwin te Reh in den Ruhestand.

### Vom Verein zum diakonischen Unternehmen ab 1990
1990 wurde der Grundstein für die Zentrale an der Sürther Straße gelegt und das Angebot erweiterte sich: 1995 öffnete die Halle für Reittherapie auf dem Campus, 1996 wurde die Ambulante Pflege gegründet. Zwischen 1996 und 1999 sanierte die Diakonie Michaelshoven viele Gebäude, darunter das Haus Simeon, das Bodelschwingh-Haus in Köln und das Haus Segenborn in Waldbröl. Ab 2001 änderte sich die Struktur des Unternehmens: Vom Verein wurde es zu einem Sozialunternehmen mit einer Holding-Struktur. Die Angebote gliedern sich seitdem in Geschäftsfeldern. 2008 wurde die Stiftung gegründet. Sie fördert wichtige Angebote, die von den Kostenträgern nicht bezahlt wurden. 2010 wurde das neue Dietrich-Bonhoeffer-Haus und das Altenheim Präses-Held-Haus im Rhein-Erft-Kreis eingeweiht. 2015 eröffneten die beiden Altenheime Thomas-Müntzer-Haus und Albert-Schweitzer-Haus sowie eine neue Kita auf dem Campus. 2018 wurde das sanierte und zum Teil umgebaute Bodelschwingh-Haus in Mülheim neu eröffnet. Am 25. Juni 2015 feierte die Diakonie Michaelshoven ihr 65-jähriges Bestehen mit einem Open-Air-Konzert. Im Jahr 2018 investierte die Diakonie Michaelshoven rund 5 Millionen Euro in den viergeschossigen barrierefreien Neubau für Jugend- und Familienhilfe.